# Late stekelnoot
Late stekelnoot (Xanthium strumarium) is een soort uit het geslacht stekelnoot (Xanthium). Ze is afkomstig uit de warme gebieden van Europa en Azië.
De plant, die een hoogte van 30 tot 120 cm kan bereiken, heeft verschillende vertakkingen met gelobde bladeren en zowel mannelijke als vrouwelijke bloemhoofdjes. De eivormige stamperbloemetjes bevinden zich onderaan de stengel in de oksels van de brede bladeren. De kogelvormige meeldraadbloemetjes daarentegen vormen zich in korfjes bovenaan de stengel. Late stekelnoot bloeit van juli tot eind september.
Stekelnoot is zeer vormenrijk. Sommige flora's onderscheiden drie verschillende soorten: Oeverstekelnoot of grote stekelnoot (Xantium oriëntale), stekende stekelnoot (Xanthium spinosum) en late stekelnoot (Xanthium strumarium). De verschillen zijn klein. Stekende stekelnoot komt oorspronkelijk uit Zuid-Amerika.

## Toepassingen
Het bovenste deel van de plant wordt in de volksgeneeskunde als bloedstelpend en ontsmettend middel gebruikt. 

## Fotogalerij

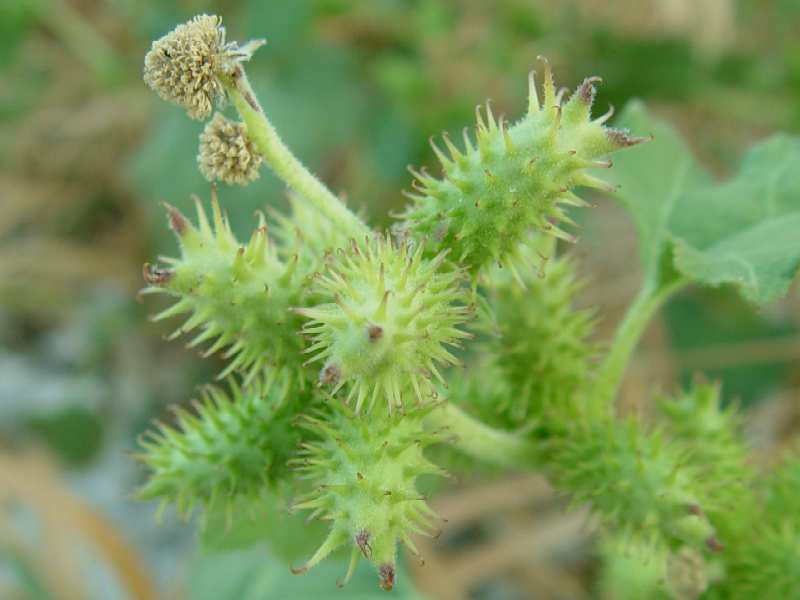
Vrucht
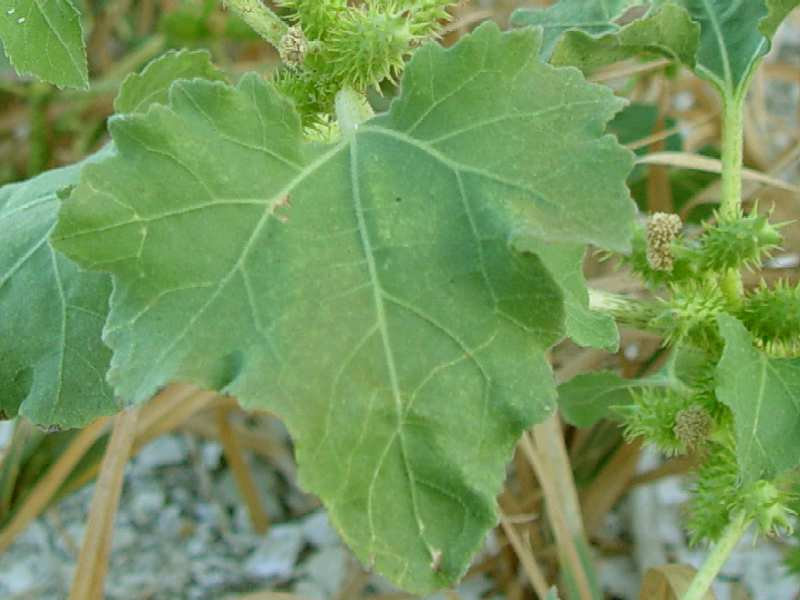
Blad
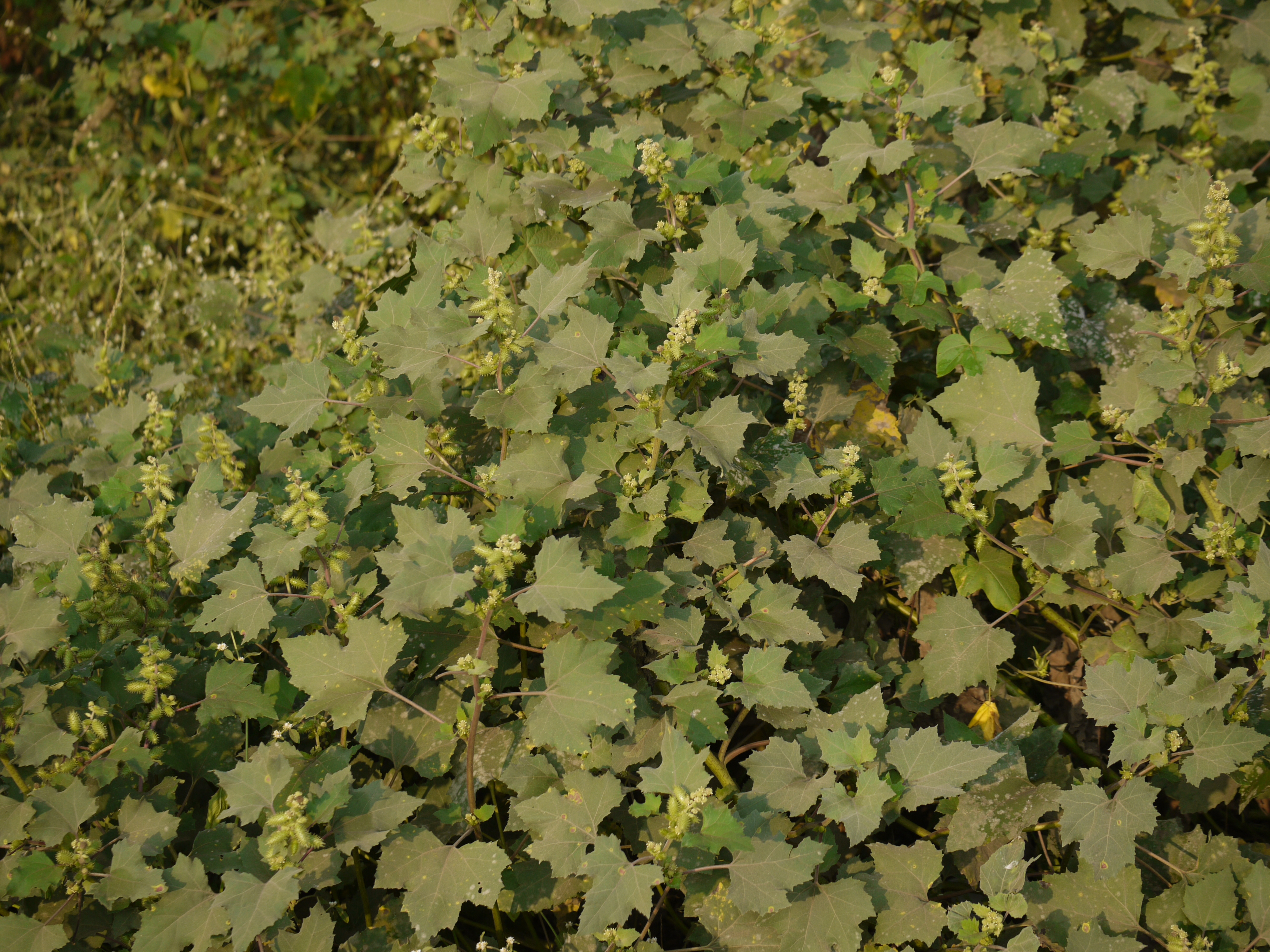
Planten